# Televisió Central de Corea
La Televisió Central de Corea, més coneguda per en les seves sigles en anglès KCTV (Korean Central Television) (en coreà: 조선중앙텔레비죤 o Chosŏn Chung'ang T'ellebijyon) és l'empresa estatal de televisió de Corea del Nord, amb seu en la capital Pionyang. KCTV està controlada pel govern del país, i és l'únic ens autoritzat per transmetre televisió al territori, sota la marca Sistema de Radiodifusió de la República Democràtica Popular de Corea. Aquesta organització té quatre emissores de televisió.
Les primeres emissions de televisió en el país van tenir lloc el 3 de març de 1963. Actualment dos milions de persones disposen de receptors de televisió en un país de 25.000.000 habitants, i en la seva majoria estan localitzats a les ciutats. Els programes de KCTV s'emeten des de la Torre de televisió de Pionyang.

## Història
Els començaments del desenvolupament de sistemes de televisió a Corea del Nord van tenir lloc el 1953, després de la Guerra de Corea. No obstant això, no es va avançar sobre aquest tema a causa de l'estat del país després del conflicte. Això es va reprendre el 1961, quan va tenir lloc la primera emissió de caràcter experimental. KCTV va començar a emetre de forma oficial el 3 de març de 1963. La primera emissió en directe es va produir el 1970, amb la retransmissió del V Congrés del Partit dels Treballadors de Corea, i les primeres emissions en color es van realitzar a l'abril de 1974.
Durant la dècada de 1970 es va produir el llançament de dos canals de televisió més: Ryongnamsan TV, el canal educacional (1971) i Mansudae TV (1973), que emeten només els caps de setmana i en determinats horaris.
Existeixen quatre canals de televisió a Corea del Nord: KCTV és el primer canal, amb programació generalista i el més conegut en l'exterior, ja que és el que es veu via satèl·lit. El segon canal és una televisió de contingut educatiu (art i cultura, principalment), mentre que el tercer canal, Mansudae TV, emet continguts provinents de l'estranger. El quart canal, Sport TV, emet programació esportiva.
El 19 de gener de 2015, KCTV va començar les seves emissions en alta definició via satèl·lit com a part de la modernització del sistema.

## Cobertura
El sistema de televisió nord-coreà utilitza el sistema PAL de 625 línies. Encara que no es té constància d'un nombre determinat, s'estima un parc d'almenys 1.200.000 televisors en el país per 25 milions d'habitants.
Els receptors estan concentrats, en la seva majoria, en ciutats i grans punts de població. Tots els televisors i transistors passen una "revisió" per bloquejar-los les freqüències que no siguin les del sistema de radiodifusió nord-coreana, després de la qual són precintats amb un adhesiu que, de ser arrencada, implica penes greus. A més, la televisió emplea el sistema PAL perquè no sigui compatible amb el de Corea del Sud, el NTSC (tècnica similar a la seguida per la Deutscher Fernsehfunk en la República Democràtica Alemanya per evitar que els alemanys orientals sintonitzessin els programes occidentals). Així mateix, Corea del Nord utilitza inhibidors per bloquejar les freqüències de la KBS i d'altres emissores sud-coreanes properes a la frontera, encara que amb resultats majoritàriament nuls. Els televisors en color són importats de Corea del Sud, la República Popular Xina i Japó, i se'ls col·loca una marca nord-coreana sobreimpresa sobre el logo original. No obstant això, els televisors monocromàtics són produïts a Corea del Nord des de la dècada de 1980 en disposar-se de la tecnologia necessària.
A causa del baix desenvolupament de la televisió a Corea del Nord i a les polítiques d'estalvi energètic, KCTV realitza transmissions de 14.30 a 22.40 de dilluns a dissabte, mentre que els diumenges i festius emet des de les 8.00 fins a les 23.00. En cas de determinats esdeveniments especials, l'horari pot ampliar-se (com va succeir el 2010, quan es va emetre de matinada un partit de la selecció de futbol de Corea del Nord en el mundial de Sud-àfrica). Mentre que el canal educatiu, emet els dilluns, dimecres i divendres, des de les 19.00 fins a les 22.00. El segon canal, emet els dissabtes de 19.00 - 22.00 i els diumenges, de 10.00 - 13.00 i de 16.00 - 22.00. El canal esportiu emet els caps de setmana de 19.00 - 22.00.

## Programació
La programació del canal està enfocada sobre la base d'un sistema de propaganda, subjecta al punt de vista oficial de la dictadura nord-coreana. El desenvolupament de programes sol enfocar-se en la història i promoció del Partit dels Treballadors de Corea, l'Exèrcit Popular de Corea, la doctrina Juche i els màxims dirigents del país: Kim Il-sung i després Kim Jong-il. Això afecta des dels informatius a la producció d'entreteniment com a sèries, cançons dedicades a l'Exèrcit o líders polítics, programació infantil, documentals i pel·lícules que solen estar enfocades sobre la base d'aquestes premisses. També s'encarrega de transmetre esdeveniments especials com els partits de la selecció nord-coreana de futbol, marxes militars i actes del govern.

## Logotips de la Televisió Central de Corea
No ha canviat molt en els seus logos al llarg de la seva història la Televisió Central de Corea. El seu logo representa la flama de la Idea Juche, i les lletres (조선) que signifiquen "Corea".